# Río Neretva
El río Neretva o Narenta (Неретва), es un río costero de la vertiente del mar Adriático que discurre por Bosnia Herzegovina y Dalmacia, en la moderna Croacia. Su longitud total es de 225 km, de los cuales 203 km están en territorio de Herzegovina, y los últimos 22 km en la región de Dubrovnik-Neretva en Croacia.
El arroyo superior de Neretva tiene agua de pureza clase A y es seguramente el agua de río más fría en el mundo, a menudo alcanzando 7 - 8 grados celsios en los meses de verano. Neretva también tiene algunas endémicas, muy delicadas y frágiles formas de vida que están cerca de la extinción.
El Neretva nace en los Alpes Dináricos y en su descenso crea una gran garganta. Más adelante se expande en un gran valle que provee valiosa tierra para la agricultura. Existe un gran lago cerca de Jablanica creado para la acumulación de agua en el Neretva, y al menos tres presas hidroeléctricas entre Jablanica y Mostar.
El gobierno de Bosnia recientemente ha hecho planes serios para permitir a inversionistas extranjeros el construir varias presas en el arroyo superior y destruir el cañón, inundándolo. Los ecologistas protestan, ya que desean que el cañón, que es considerado al menos tan bello como el cercano cañón Tara, en Montenegro, permanezca intacto como lo ha estado hasta ahora.
El Rakitnica, el Rama y el Trebižat son sus afluentes por la margen derecha, mientras que el Buna y el Bregava se le unen por la margen izquierda. Es sus últimos 30 km, el Neretva forma un delta, antes de desembocar en el mar Adriático.
En su curso pasa por las poblaciones de Mostar Konjic, Jablanica, Čapljina, Metković, Opuzen y Ploče, así como los pueblos históricos de Počitelj y Mogorjelo.

## Batalla del Neretva (1943)
En el contexto de la Segunda Guerra Mundial, a comienzos de 1943 las tropas alemanas, con el apoyo de las italianas y de los chetniks, nacionalistas monárquicos mayoritariamente servios, emprendieron una ofensiva para destruir a los partisanos yugoslavos, que lideraba Josip Broz "Tito". Los partisanos eran numéricamente muy inferiores y estaban mal equipados; sin embargo, hicieron frente a los ataques y en el mes de abril los neutralizaron. Como balance se ha de señalar que los alemanes y sus aliados fracasaron en su ofensiva, mientras que los partisanos consolidaron su posición, aunque para ello sufrieron enormes bajas.
En 1969 se estrenó la película "La batalla del río Neretva", una coproducción de Yugoslavia, Alemania, Italia y los Estados Unidos, dirigida por Veljko Bulajic, que en los Oscar de ese año fue nominada como mejor película extranjera.

## Guerras yugoslavas (1993)
La mayor ciudad por la que pasa el Neretva es Mostar, cuyo Puente Viejo (en croata: Stari Most, o en serbio: Стари Мост) fue destruido el 9 de noviembre de 1993, por un bombardeo croata, en el contexto de las guerras yugoslavas que se sucedieron desde 1991 hasta 2001. Fue reconstruido e inaugurado el 23 de julio de 2004.